# Responsorium

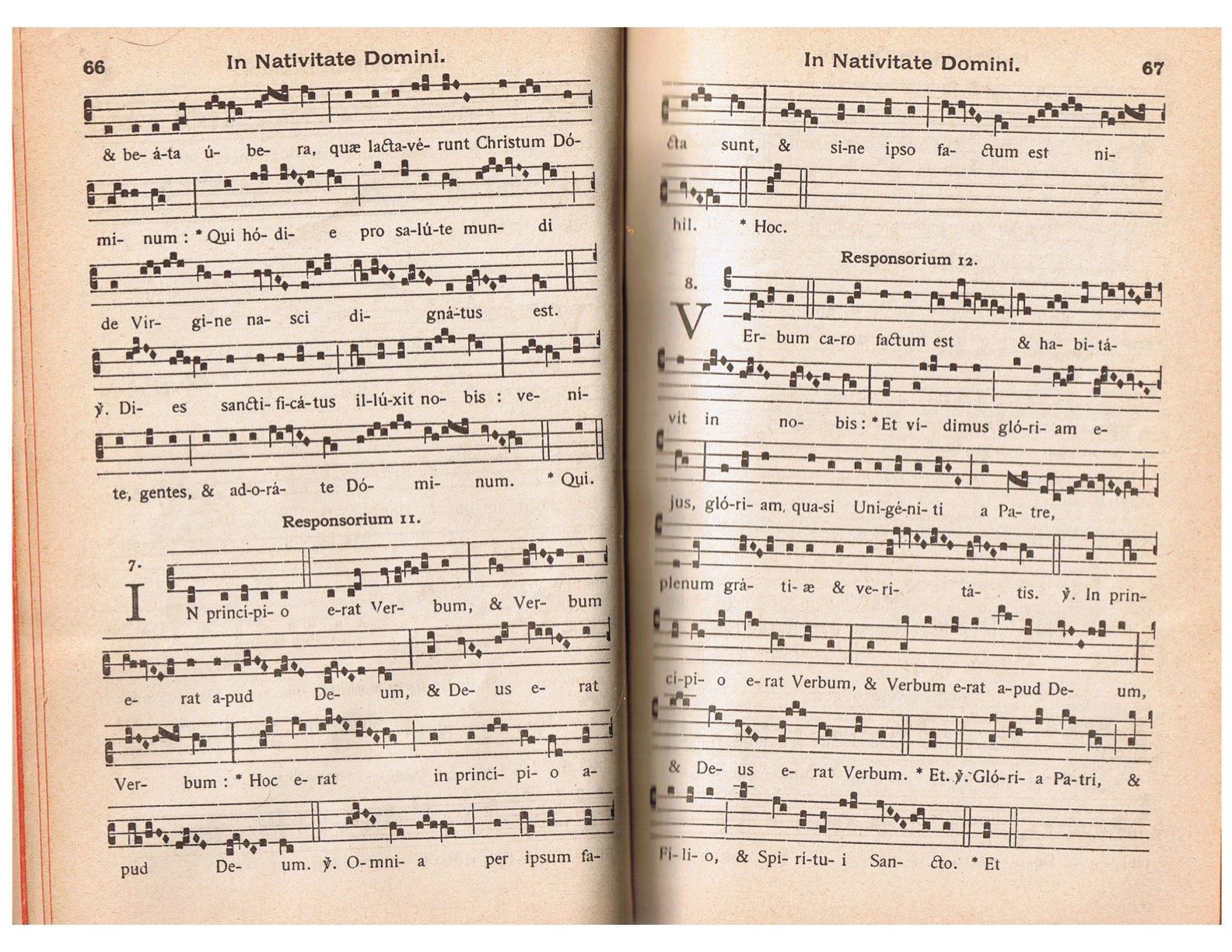
Responsoria Bożego Narodzenia w tradycyjnym obrządku monastycznym (Liber responsorialis, 1895): widoczny koniec dziesiątego, jedenaste i dwunaste (ostatnie trzeciego nokturnu, więc z doksologią)

Responsorium (łac. responsorium, od łac. responsum – odpowiedź) – ogólne określenie różnych form modlitewnych i odpowiadających im form muzycznych, wywodzących się z psalmodii responsorialnej, śpiewanej przez solistę i posiadającej refren wykonywany przez chór lub zgromadzenie. Responsoria składają się z wersetu (wersetów), wykonywanych przez solistę oraz refrenu (refrenów), wykonywanych przez chór. Istnieją różne formy responsoriów.

## Historia
Korzenie formy modlitwy responsoryjnej można odnaleźć już w liturgii żydowskiej. O jej stosowaniu we wczesnym chrześcijaństwie informuje pątniczka Egeria. Od VI wieku responsoria na stałe trafiły do liturgii, były zbierane w księgach liturgicznych zwanych antyfonarzami.

## Obrządek rzymski

### Wiadomości ogólne

Standardowe oznaczenie responsorium w rzymskich księgach liturgicznych. W zależności od kontekstu ten znak oznacza całość responsorium, pierwszą część responsorium śpiewaną przez chór lub odpowiedź po wersecie solisty.

Responsoria znajdują się zawsze po czytaniach, stanowiąc pewną formę odpowiedzi na nie. W księgach liturgicznych stosuje się specjalne oznaczenia, ℣ oraz ℟:
- ℣ (przekreślone V) oznacza werset (łac. versus);
- ℟ (przekreślone R) oznacza odpowiedź (łac. responsio, responsum), a także całość responsorium.

Ze względu na to, że powtarza się dokładnie tę samą melodię, która była śpiewana za pierwszym razem, w większości sytuacji nie pisze się całości powtórzenia, tylko zaznacza, co należy powtórzyć, przy pomocy specjalnych znaków (gwiazdek, krzyżyków i oznaczeń literowych). 
W obrządku rzymskim responsoria znajdują się przede wszystkim w oficjum czyli liturgii godzin. Istnieją dwie zasadnicze formy responsoriów: responsoria krótkie (łac. responsorium breve, l.mn. responsoria brevia) oraz dłuższa forma responsoriów, w księgach liturgicznych określana po prostu jako „responsorium”, natomiast kiedy zachodzi konieczność wyraźnego odróżnienia od responsorium krótkiego, używa się nazwy łacińskiej responsorium prolixum (dosłownie „długie” albo „bogate”; l.mn. responsoria prolixa). 
Responsoria występują też jako repertuar procesyjny oraz w liturgii pogrzebu. 
W tradycyjnej liturgii Wielkiego Piątku po pierwszych dwóch czytaniach następują długie śpiewy, które w niektórych księgach liturgicznych określane są nazwą responsorium; inne źródła określają te same śpiewy mianem tractus.

### Responsoria krótkie

Początek responsorium krótkiego (responsorium breve) w I nieszporach Wniebowstąpienia Pańskiego (Antiphonale monasticum, 1934)

Responsoria krótkie mają zasadniczo zawsze ten sam schemat:
- Werset solisty nr 1
- Powtórzenie wersetu nr 1 przez zgromadzenie
- Werset solisty nr 2
- Powtórzenie drugiej części wersetu nr 1 przez zgromadzenie
- Doksologia solisty
- Powtórzenie całości wersetu nr 1 przez zgromadzenie[10].

W tradycyjnej wersji obrządku rzymskiego doksologię opuszcza się w okresie Męki Pańskiej. 
Responsoria krótkie występują w tradycyjnej wersji obrządku rzymskiego w godzinach mniejszych, gdzie następują zawsze po krótkim czytaniu biblijnym, zwanym capitulum. W wersji obrządku rzymskiego zreformowanej po Soborze watykańskim II responsoria krótkie występują w jutrzni, nieszporach i komplecie, zawsze po czytaniu (łac. lectio brevis). W tradycyjnym obrządku monastycznym responsoria krótkie występują także w I nieszporach po capitulum.
Melodie responsoriów krótkich są proste i standardowe, istnieje kilka wzorów melodycznych, według których wykonuje się różne teksty.

### Responsoria dłuższe

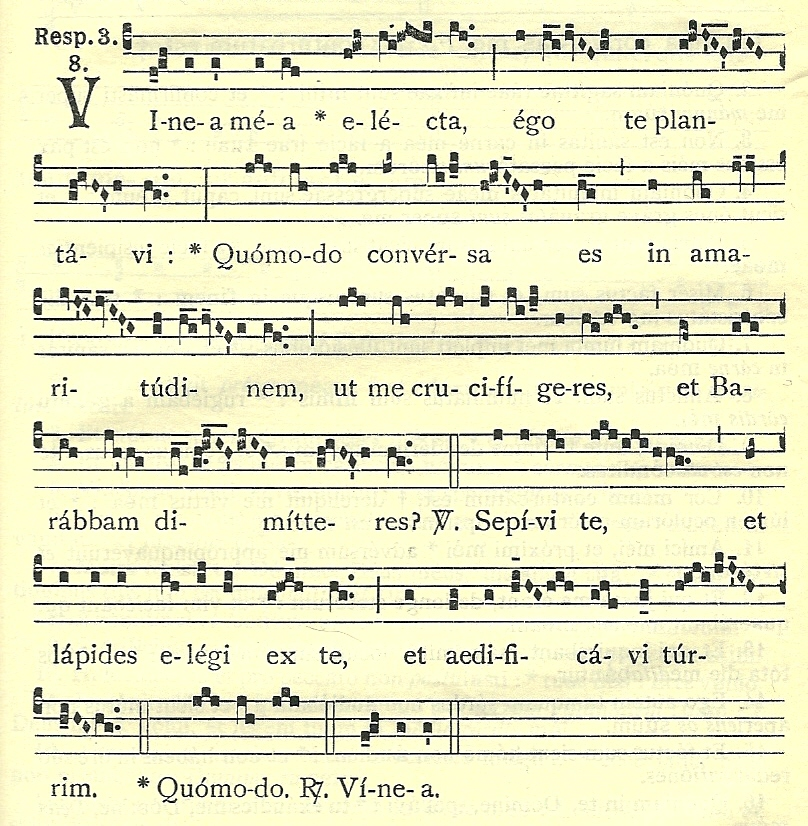
Responsorium Vinea mea (trzecie z ciemnej jutrzni Wielkiego Piątku; Liber usualis, 1954). Widoczne: ℟ Vinea mea; werset solisty ℣. Sepivi te; miejsce, od którego chór powtarza część ℟ oznaczone gwiazdką (Quomodo) oraz powtórzenie całości ℟. Vinea.

#### Budowa responsoriów dłuższych
Responsoria dłuższe (responsoria prolixa) występują w nocnej godzinie kanonicznej czyli matutinum (w obrządku monastycznym zwanej wigiliami). Są to utwory o skomplikowanych melodiach, zasadniczo każde responsorium ma własną melodię. Najprostszy schemat responsorium prolixum przedstawia się następująco:
- Całość ℟ śpiewana przez chór
- Werset solisty
- Powtórzenie drugiej części ℟ przez chór[13].

Ten zasadniczy schemat podlega różnym modyfikacjom. Ostatnie responsorium każdego nokturnu ma jeszcze doksologię (solisty), po której chór powtarza drugą część ℟. Czasem jednak chór po obu wejściach solisty powtarza inne części ℟, a czasem wejść solisty i odpowiedzi chóru jest więcej. W okresie Męki Pańskiej, kiedy nie ma doksologii, w ostatnim responsorium każdego nokturnu po powtórzeniu drugiej części ℟ następuje powtórzenie całości ℟.
Księga liturgiczna, w której zawarte są responsoria prolixa, nosi nazwę nokturnału (Nocturnale) lub responsoriału (Liber responsorialis).

#### Responsoria ciemnych jutrzni

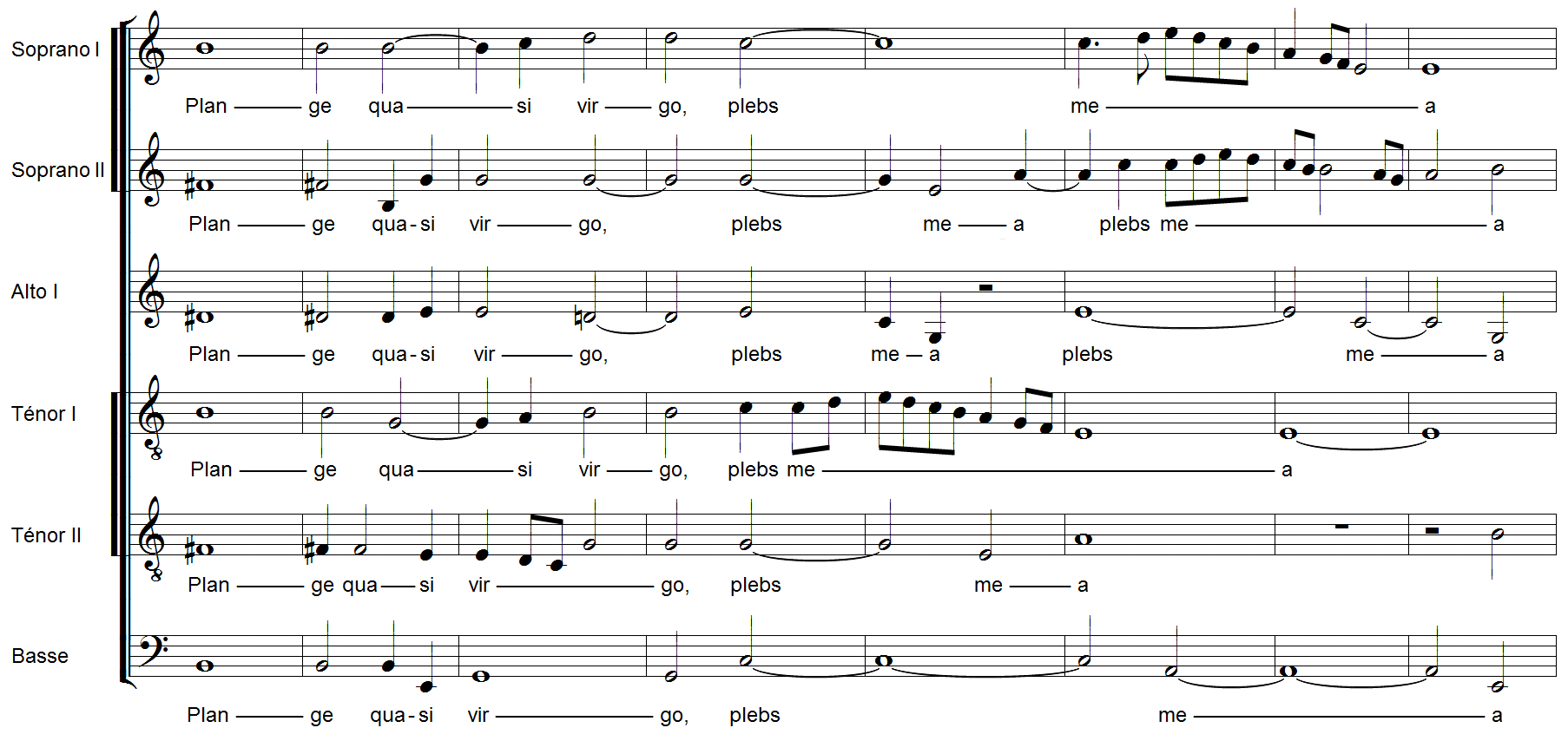
Początek sześciogłosowego opracowania responsorium Plange quasi virgo (trzecie responsorium Wielkiej Soboty) Gesualda

Szczególnie słynne są responsoria ciemnych jutrzni. Ciemne jutrznie, sprawowane w Wielki Czwartek, Wielki Piątek i Wielką Sobotę (dawniej antycypowane w poprzedzający wieczór), były niegdyś nabożeństwem bardzo popularnym. Zawierają one 27 responsoriów. Oprócz wersji gregoriańskiej istnieją też inne opracowania, spośród których wszystkie 27 responsoriów zawierają Responsoria et alia ad Officium Hebdomadae Sanctae spectantia Carla Gesualda. 
Pojedyncze responsoria ciemnych jutrzni opracowywało wielu wybitnych kompozytorów. Dla przykładu: czwarte responsorium Wielkiej Soboty Recessit Pastor noster opracowali Carlo Gesualdo, Johann Michael Haydn, Orlando di Lasso, Tomás Luis de Victoria i Jan Dismas Zelenka.

#### Responsoria w liturgii za zmarłych

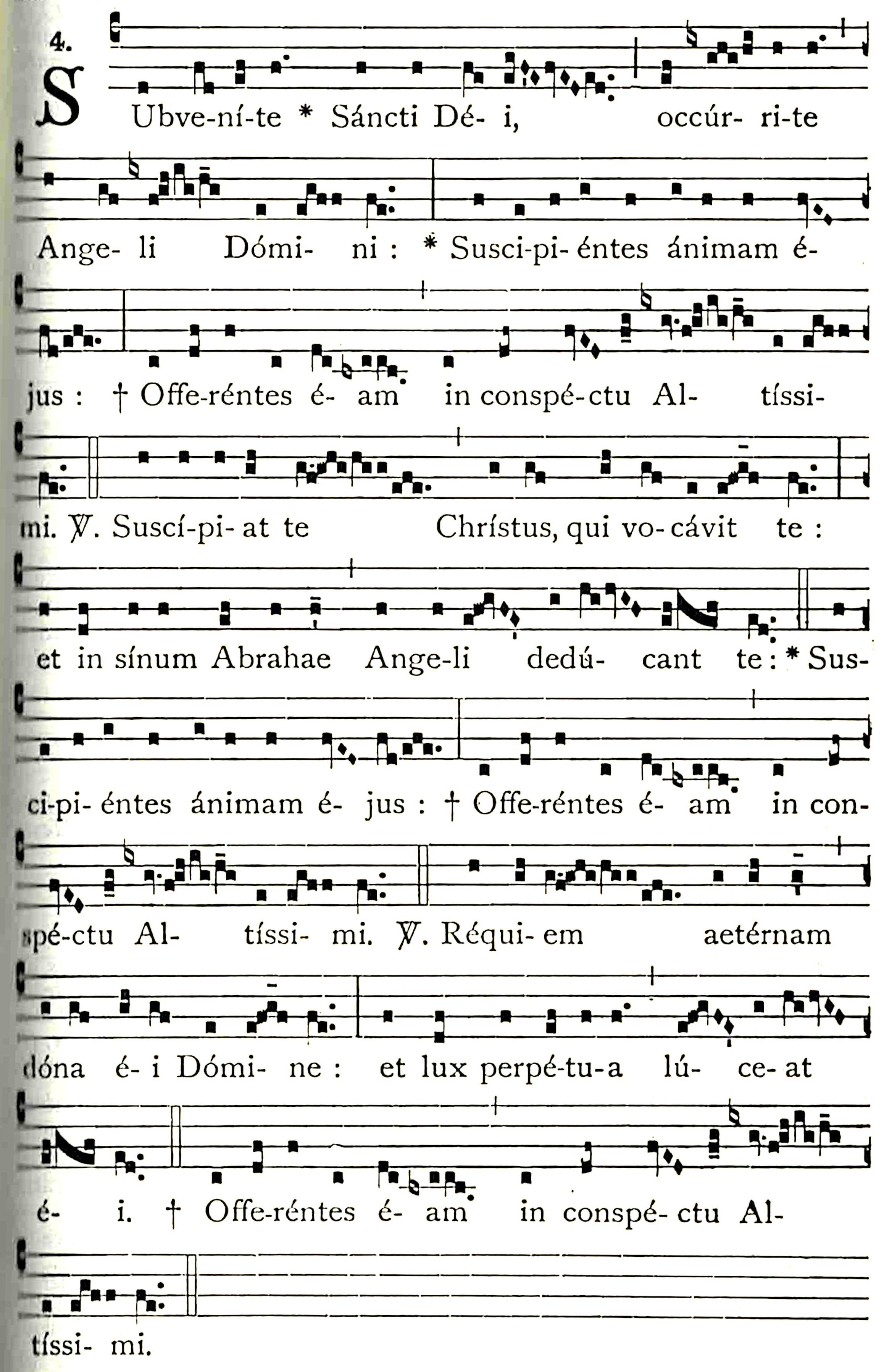
Responsorium Subvenite, używane w liturgii pogrzebowej.

Matutinum oficjum za zmarłych zawiera responsoria, z których ostatnie (dziewiąte), Libera me, jest również używane w liturgii pogrzebu, bezpośrednio po mszy żałobnej, oraz podczas ceremonii absolucji przy katafalku. Oprócz wersji gregoriańskiej istnieją liczne opracowania tego tekstu, na przykład Gregoria Allegriego, Williama Byrda lub Giuseppe Pitoniego. Libera me jest częstym elementem opracowań muzycznych całości tekstów mszy żałobnej, na przykład Requiem Giuseppe Verdiego. Responsorium Subvenite wykonuje się bezpośrednio po wniesieniu trumny do kościoła.

#### Responsoria Bożego Ciała
Do innych popularnych responsoriów należy siódme responsorium uroczystości Bożego Ciała, Homo quidam, którego można użyć również podczas procesji celebrowanej w tym dniu; opracowali je między innymi Giovanni Pierluigi da Palestrina i Thomas Tallis. Istnieją także opracowania responsoriów Bożego Ciała w języku polskim, autorstwa Eugeniusza Gruberskiego.

### W liturgii sprawowanej w językach narodowych
W jutrzni i nieszporach, wedle uznania, responsorium może być pominięte lub zastąpione odpowiednią pieśnią zatwierdzoną przez konferencję episkopatu.

## Inne użycia terminu „responsorium”
W źródłach średniowiecznych oraz w pracach muzykologicznych określeniem graduału jest często responsorium graduale. W drukowanych księgach liturgicznych graduał jest określany w zasadzie wyłącznie jako graduale.
W liturgii rzymskiej zreformowanej po soborze watykańskim II jako śpiew po czytaniu wprowadzono psalm responsoryjny (łac. psalmus responsorius), to znaczy z refrenem powtarzanym przez zgromadzenie.